# Aurel Jiquidi
Aurel Jiquidi (n. 25 octombrie 1896, București – d. 4 februarie 1962, București) a fost un pictor și grafician român, fiul graficianului Constantin Jiquidi (1865 - 1899). Lucrările sale sunt inspirate din realitățile sociale ale primei jumătăți a secolului al XX-lea.

## Biografie
Aurel Jiquidi a urmat cursurile Școlii de Arte Frumoase din București după care a studiat pictura la Paris și Roma (1920). După întoarcerea de la Roma, Jiquidi lucrează pentru publicațiile progresiste românești și creează desene dramatice cu temă antifascistă (cum sunt „Terorile războiului” și „Legionarii au fost aici” din anul 1936), precum și schițe cu scene care s-au întâmplat în realitate din timpul mișcării revoluționare din România. De asemenea, Aurel Jiquidi a realizat și o serie de desene referitoare la răscoala țărănească din 1907 și a ilustrat opere literare ale autorilor Ion Creangă și Mihail Sadoveanu. Aurel Jiquidi a fost premiat cu Premiul de Stat al Republicii Socialiste România.
În perioada anilor 1920-1930, Aurel Jiquidi a practicat un desen cu ductul gros, cu hașurație amplă în toate direcțiile și cu reveniri expresive, nervoase și emotive pe contur.  Arhivat în 12 februarie 2008, la Wayback Machine. George Oprescu menționa asemănarea tematică între lucrările lui Jiquidi și grafica comercială a vestitului caricaturist francez Francisque Poulbot.
A fost căsătorit cu Ana Jiquidi, artist decorator.

## Distincții
- titlul de Maestru emerit al artei din Republica Populară Romînă (15 mai 1957) „pentru merite deosebite în activitatea artistică, pedagogică, precum și în munca din alte domenii ale culturii”[3]